# Surques
Surques là một xã ở tỉnh Pas-de-Calais, vùng Hauts-de-France của Pháp.

## Địa lý
Surques có cự ly khoảng 15 dặm Anh (24 km) phía tây Saint-Omer, trên đường D215, trong Thung lũng sông Hem.

## Dân số
| 1962                                                         | 1968 | 1975 | 1982 | 1990 | 1999 | 2006 |
| ------------------------------------------------------------ | ---- | ---- | ---- | ---- | ---- | ---- |
| 306                                                          | 327  | 357  | 345  | 364  | 365  | 454  |
| Số liệu điều tra dân số từ năm 1962: Dân số không tính trùng |      |      |      |      |      |      |

## Địa điểm nổi bật
- Nhà thờ Saints Crépin-et-Crépinien, thế kỷ 16.